# Ivan Dimnik
Ivan Dimnik, slovenski učitelj, publicist in urednik, * 7. januar 1889, Postojna, † 29. marec 1970, Ljubljana.

## Življenje in delo
Po končanih 3. razredih realke je nadaljeval šolanje na ljubljanskem učiteljišču, kjer je leta 1908 maturiral. Po maturi se je na Dunaju in Ljubljani strokovno izpopolnjeval iz defektologije (1909) in strokovnega risanja na obrtno-nadaljevalnih šolah (1910, 1912). Služboval je v Ljubljani na 3. mestni osnovni šoli (1903-1911) in od 1911-1919 v Trstu na šolah Ciril-Metodove družbe, jeseni 1919 pa je postal strokovni učitelj na ljubljanski pomožni šoli za slabo nadarjene učence. Sodeloval je pri raznih časopisih: Jutro, Učiteljski tovariš, Popotnik, Prosveta, Narodna prosveta, Naš rod. V letih 1919−1931 je urejal list Učiteljski tovariš in od 1924 izdajal tudi njegovo prilogo Prosveta, urejal knjižico Šolski oder ter sestavil  brošuro Drugi kongres JUU v Ljubljani (1923). Bil je predsednik sekcije Jugoslovenskega učiteljskega udruženja (JUU) za dravsko banovino (1931-1934), nato predsednik centralne uprave JUU v Beogradu (1934-1941). Po koncu vojne do upokojitve 1950 je delal pri zveznem statističnem uradu. 